# Trại tế bần

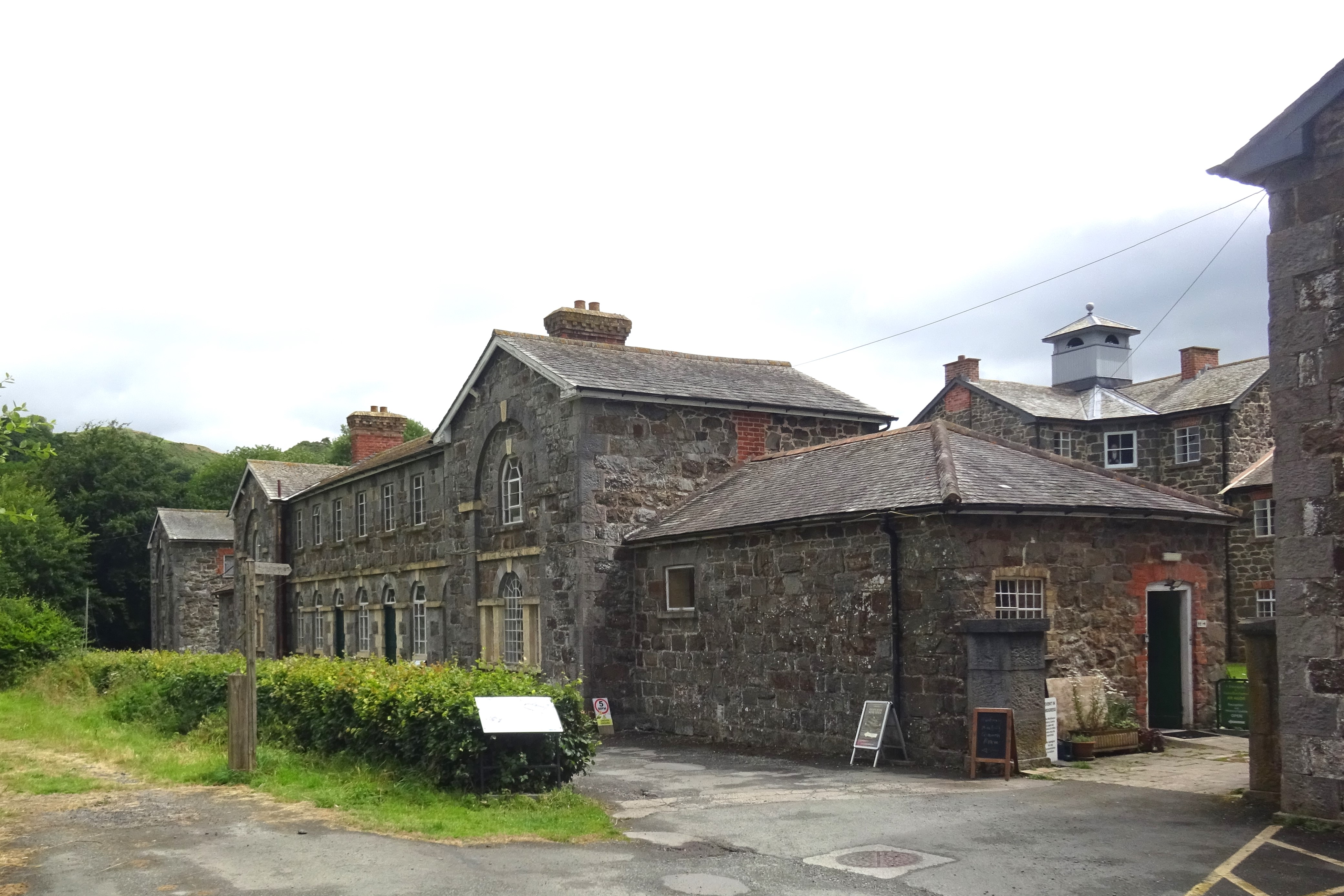
Một khu trại tế bần ở Anh

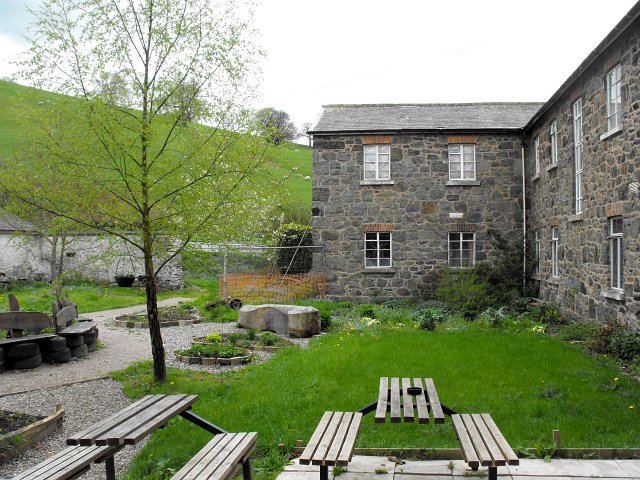
Một trại tế bần ở Anh

Trại tế bần hay trại cứu tế hay nhà tế bần, hay trung tâm bảo trợ xã hội, là những khu trại, tòa nhà được dựng lên cố định hay tạm thời tại những địa điểm nhất định để thực hiện việc cứu tế, cung cấp lương thực, thực phẩm miễn phí (phát chẩn) cho những người vì hoàn cảnh, điều kiện chủ quan, khách quan trong một thời điểm nhất định mà không thể tự nuôi mình, cung cấp cho đối tượng này chỗ ở và công ăn việc làm. Các đối tượng ở trại tế bần thường là những người nghèo khổ, vô gia cư, nạn nhân của các trận thiên tai, lũ lụt, nạn đói, các trẻ em lang thang, trẻ em đường phố, trẻ mồ côi.... Hình thức này xuất hiện từ lâu trong lịch sử và được ghi nhận chính thức trong năm 1631 ở châu Âu.
Ở châu Âu, nguồn gốc của các trại tế bần có thể được truy ra từ Đạo luật cho người nghèo năm 1388, đạo luật này để giải quyết tình trạng thiếu lao động sau đại dịch cái chết đen ở Anh bằng cách hạn chế sự di chuyển của người lao động, và cuối cùng dẫn đến nhà nước chịu trách nhiệm về sự hỗ trợ đối với người nghèo. Hệ thống trại tế bần phát triển trong thế kỷ 17 như là một cách để các giáo xứ giảm chi phí cho người đóng thuế cung cấp cứu trợ người nghèo. Tuy nhiên, số lượng người thất nghiệp sau khi kết thúc các cuộc chiến tranh Napoléon vào năm 1815, sự ra đời của công nghệ mới để thay thế lao động nông nghiệp nói riêng dẫn đến đầu thập niên 1830, hệ thống thành lập cứu trợ người nghèo đã được kiểm nghiệm là không lâu dài. Nền kinh tế thị trường với đặc trưng là lao động tự do là một trong những nguyên nhân làm giảm tính phổ biến của các trại tế bần. Cuộc sống trong một trại tế bần thực sự là khắc nghiệt, thiếu thốn vì điều kiện kham khổ trong các trại này. Đến thế kỷ 19 trại tế bần ngày càng trở thành nơi cư trú cho người cao tuổi, tàn tật, bị bệnh hơn là người nghèo.